# The Walking Dead: The Ones Who Live
The Walking Dead: The Ones Who Live és una minisèrie de televisió de drama de terror postapocalíptic nord-americana creada per Scott M. Gimple, Danai Gurira i Andrew Lincoln per a AMC. Està ambientada després de la conclusió de la sèrie original de The Walking Dead, amb Lincoln, Gurira i Pollyanna McIntosh reprenent els seus papers, i és la setena sèrie de televisió de la franquícia The Walking Dead.

## Argument
la trama mostra què va passar amb Rick Grimes després del pont.

## Episodis
| Núm. | Títol original  | Dirigit per           | Escrit per                                                                           | Data d'estrena als Estats Units |
| ---- | --------------- | --------------------- | ------------------------------------------------------------------------------------ | ------------------------------- |
| 1    | «Years»         | Bert & Bertie         | (assumpte) : Scott M. Gimple & Danai Gurira & Andrew Lincoln (guió): Scott M. Gimple | 25 de febrer de 2024            |
| 2    | «Gone»          | Bert & Bertie         | Nana Nkweti & Channing Powell                                                        | 3 de març de 2024               |
| 3    | «Bye»           | Michael Slovis        | Gabriel Llanas & Matthew Negrete                                                     | 10 de març de 2024              |
| 4    | «What We»       | Michael Slovis        | Danai Gurira                                                                         | 17 de març de 2024              |
| 5    | «Become»        | Michael E. Satrazemis | Gabriel Llanas & Matthew Negrete                                                     | 24 de març de 2024              |
| 6    | «The Last Time» | Michael E. Satrazemis | Scott M. Gimple & Channing Powell                                                    | 31 de març de 2024              |

## Repartiment

### Personatges principals
- Rick Grimes, interpretat per Andrew Lincoln.
- Michonne, interpretada per Danai Gurira.
- Jadis Stokes / Anne, interpretada per Pollyanna McIntosh.

### Personatges secundaris
- Jonathan Beale, interpretat per Terry O'Quinn.
- Pearl Throne, interpretada per Lesley-Ann Brandt.

### Personatges convidat
- Donald Okafor, interpretat per Craig Tate.
- Esteban Garcia, interpretat prr Frankie Quiñones.
- Nat, interpretat per Matthew Jeffers.
- Aiden, interpretada per Breeda Wool.
- Bailey, interpretat per Andrew Bachelor.
- Elle, interpretada per Erin Anderson.
- Benjiro, interpretat per Julian Cihi.
- Cleo Clifton, interpretada per Tessa Slovis.
- Gabriel Stokes, interpretat per Seth Gilliam.
- Red, interpretat per Ben Dickey.
- Tina, interpretada per Han Van Sciver.
- Judith Grimes, interpretada per Cailey Fleming.
- Rick "R.J." Grimes Jr, interpretat per Antony Azor.

## Producció
El 2018, després de la seva sortida de la sèrie principal de The Walking Dead, es va anunciar que Andrew Lincoln protagonitzaria una trilogia de pel·lícules centrades en Rick Grimes per a AMC. Scott M. Gimple estava preparat per escriure els guions, i s'espera que la producció comenci el 2019.
El juliol de 2022, Scott M. Gimple, Andrew Lincoln i Danai Gurira van anunciar a la Comic-Con de San Diego que la trilogia es convertiria en una minisèrie per a televisió, amb Lincoln i Gurira reprenent els seus papers de la sèrie de televisió original. La sèrie limitada constava de sis episodis. Inicialment es va anomenar The Walking Dead: Rick & Michonne a continuació es va retitular The Walking Dead: The Ones Who Live al juliol de 2023.

## Alliberament
La sèrie es va estrenar el 25 de febrer de 2024 a AMC i AMC+.